# Матија Херцеговић Косача
Матија Херцеговић Косача (р. око 1485. - у. око 1520) је био титуларни херцег од светог Саве (лат. Dux Sancti Sabbae) из српске великашке породице Косача, а такође и угарски племић. Био је син титуларног херцега Петра Балше (у. око 1514) и млетачке племкиње Квирине Квирини. Матија је од оца наследио право на почасни херцешки наслов, као и део прихода које је Дубровачка република исплаћивала припадницима породице Косача на име Конавоског дохотка. Заједно са млађим братом Владиславом, од оца је такође наследио и породичне поседе у Краљевини Угарској, који су се највећим делом налазили око Калника и Глоговнице, на подручју Бановине Славоније. Почевши од 1506. године, био је ожењен Јеленом-Ирином из српске великашке породице Јакшића, са којом је имао сина Николу Балшу (у. око 1552).
У најстаријем штампаном родослову породице Косача, који је објављен 1621. године у делу "Genealogia diversarum principum familiarum mundi incipiendo ab Adamo", назначени су и основни подаци о угарском огранку породице, укључујући и помен Матије, а исти родослов је касније преузео и објавио француски историчар Шарл Дифрен (у. 1688).